# Un poliziotto ancora in prova
Un poliziotto ancora in prova (Ride Along 2) è un film commedia del 2016 con la regia di Tim Story.
Questo film è il sequel di Poliziotto in prova (Ride Along) una commedia del 2014 dello stesso regista.

## Trama
Un anno circa dopo la loro ultima avventura, James Payton e il suo futuro cognato nonché agente Ben Barber si trovano in viaggio per Miami per risolvere un altro caso. Nonostante James non sia ben disposto a portare con sé il suo futuro cognato, anche grazie alla sorella Angela, decide di portarlo con sé. Con il permesso del tenente Brooks, in due partono da Atlanta in direzione di Miami; aiutati dall'agente locale Maya Cruz e dall'hacker AJ riescono ad acciuffare Antonio Pope.

## Riconoscimenti
- 2016 - Teen Choice Awards
  - Miglior film commedia